# Maximilian Messmacher
Maximilian Egorovitch Messmacher (en russe : Максимилиан Егорович Месмахер), également Maximilian von Messmacher (né en 1842 à Saint-Pétersbourg et décédé en 1906 à Dresde), est un architecte russe d'ascendance allemande. 

## Biographie
Messmacher est né à Saint-Pétersbourg en 1842. Il a fréquenté une école secondaire à Saint-Pétersbourg de 1850 à 1857 et par la suite l'École de peinture de la Société pour l'encouragement des arts de Saint-Pétersbourg. Enfin, en 1866, il est diplômé de l'Académie impériale des beaux-arts et reçoit la médaille d'or pour son projet de diplôme.
Il visite l'Italie et d'anciennes villes de Russie aux frais de l'Académie des beaux-arts. Il en rapporta plus de deux-cents aquarelles, qui sont conservées au départements des estampes du musée de l'Ermitage. Il prend également part, avec Viktor Kossov (Виктор Александрович Коссов), à la restauration du théâtre antique de Taormina (Sicile), élaborant des plans pour les travaux de restauration générale et pour la façade. Pour cette contribution, il reçoit également un diplôme en architecture (1873).
En 1874, il est nommé professeur à l'École de peinture de la Société de Saint-Pétersbourg pour l'encouragement des arts. Il y enseigne la peinture artistique et industrielle ainsi que l'histoire des styles décoratifs. De 1877 à 1879, il travaille avec A. Schambacher à la reconstruction du bâtiment de l'école.
En 1879, il est promu directeur de l'École centrale de dessin technique du baron von Stieglitz. À ce titre, il développe un système cohérent de formation académique qui fut une contribution essentielle au développement de l'enseignement artistique en Russie.
Ses principales activités sont cependant liées à l'architecture et la décoration d'intérieur. Il se consacre à l'architecture et à la décoration intérieure des palais des membres de la famille impériale et à des demeures d'aristocrates. Les œuvres les plus significatives de Messmacher à Saint-Pétersbourg sont : les palais du grand-duc Alexis et du grand-duc Michel Mikhaïlovitch ainsi que la décoration intérieure des palais du grand-duc Vladimir, du grand-duc Paul ainsi que du palais Anitchkov. Il travaille également au palais du tsar Alexandre III à Massandra, en Crimée, qui est achevé après l'assassinat du tsar. Les œuvres de Messmacher se distinguent par une expressivité raffinée de leur silhouette, l'ampleur et la diversité des techniques artistiques et décoratives utilisées pour les façades et les intérieurs. Une partie de son travail concerne également la conception et la décoration d'églises. Messmacher est chargé de la restauration de la cathédrale Saint-Isaac, et en 1882, il est nommé architecte en chef de l'église. Une des dernières œuvres Messmacher est l'intérieur de l'église luthérienne Saint-Pierre (1895-97).
Après 1897, Maximilian Messmacher part pour l'Allemagne et travaille principalement dans diverses villes de l'Empire allemand. Il meurt en 1906 à Dresde, où il est enterré au cimetière luthérien Johannisfriedhof.